# 龙腾世纪：影障守护者
《龙腾世纪：影障守护者》是由BioWare开发，艺电发行的動作角色扮演遊戲，是《龙腾世纪：审判》的续作，龙腾世纪系列的第四部主要作品。游戏设定在《审判》时间线后的10年，位于一个名为塞达斯的虚构世界。
游戏开发始于2015年，历经了多次延期、重大设计变更以及大量员工出走。游戏最初于2022年公布时名为《龙腾世纪：恐惧之狼》，后于2024年6月更名为现名。
《龙腾世纪：影障守护者》于2024年10月31日登陆PlayStation 5、Windows和Xbox Series X/S平台。

## 评价
根据评论汇总网站Metacritic的统计，《龙腾世纪：影障守护者》的Windows、Xbox Series X/S和PlayStation 5版本获得了媒体“正面评论为主”的评价。
但在另一方面，本遊戲在遊戲評論網站遭到了玩家的負評轟炸，同時銷量也不如美商藝電的原始預期。根据论坛NeoGAF上玩家投票，36.5%的玩家投了《龙腾世纪：影障守护者》為2024年最失望遊戲，得票率最高。有玩家批評遊戲過於政治正確。2025年1月，《龙腾世纪：影障守护者》首席编剧、首席编辑、叙事编辑均被BioWare解僱。